# Tramway de Dijon
Le tramway de Dijon est un réseau de deux lignes de tramway défini, financé et appartenant à Dijon Métropole et dont l'exploitation est déléguée à Keolis Dijon Mobilités. La première ligne a été mise en service le 1er septembre 2012 et la seconde le 8 décembre 2012. Une ligne 3 est en projet, attendue en 2030.
Ce réseau  succède à un ancien réseau de tramway exploité de 1895 à 1961, transformé temporairement en réseau de trolleybus et qui est l'ancêtre de l'actuel réseau transports en commun de Dijon (Divia).

## Histoire

### L'ancien réseau

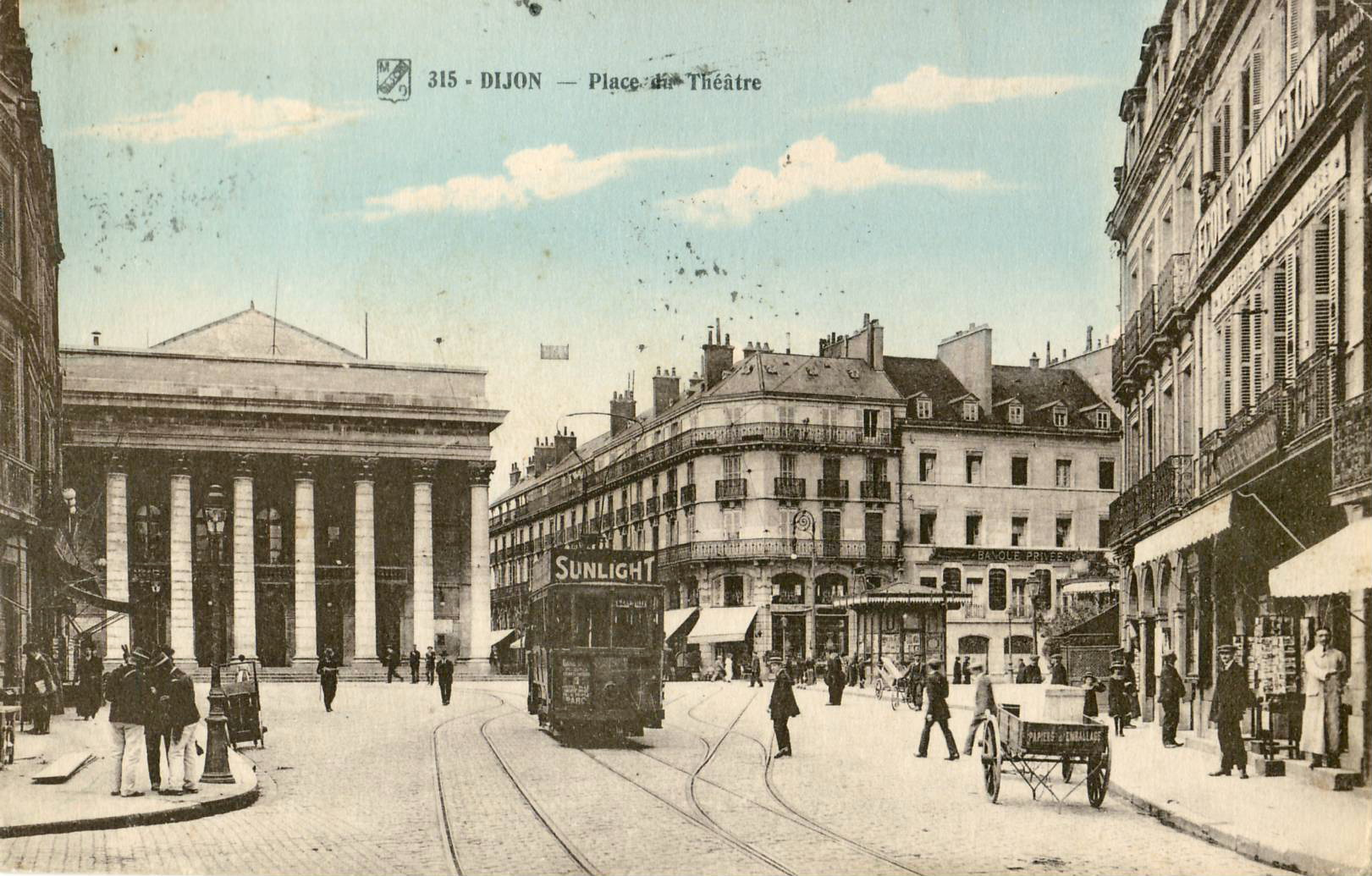
Tramway à un évitement, Place du Théâtre.

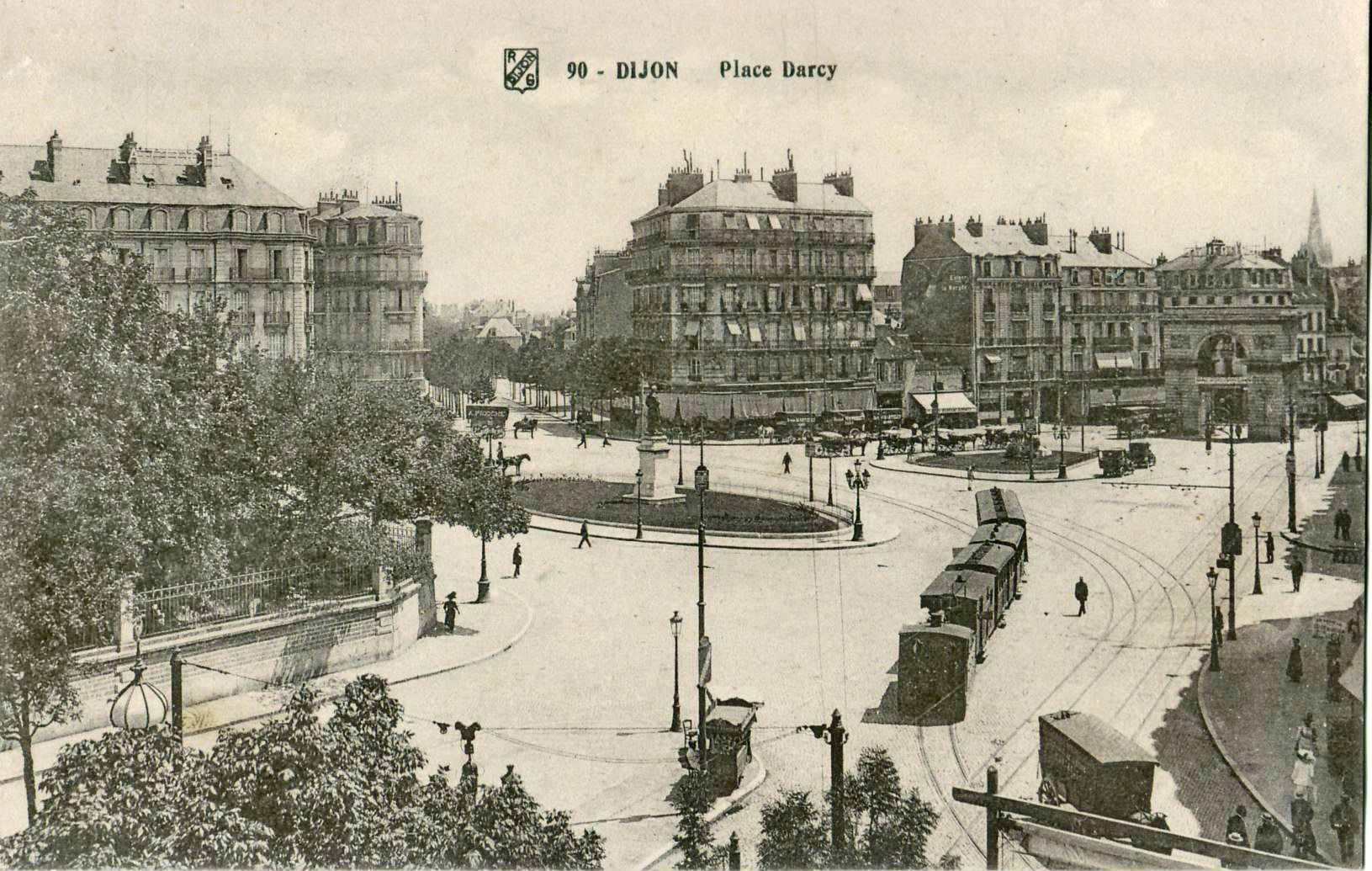
Une rame des Chemins de fer départementaux de la Côte-d'Or circule, au début du XX, sur une voie unique, Place Darcy, à côté de la double voie électrifiée des tramways urbains, dont on voit parfaitement l'implantation sur ce cliché.

Dès 1888, la ville fut desservie par un réseau d'omnibus urbains  tractés par des chevaux appelés Cars Rippert, qui desservaient les lignes suivantes :
- Gare — Place Wilson ;
- Place de la République — Port du canal.

La traction électrique est mise en service dès 1895, dans le cadre d'une concession accordée en août 1893 à la Compagnie des tramways électriques de Dijon (TED).
À ce réseau urbain s'ajoute le réseau interurbain départemental, celui des chemins de fer départementaux de la Côte-d'Or, qui exploita plusieurs lignes de chemin de fer secondaire à voie étroite au départ de Dijon, avec ses gares spécifiques de Dijon - Sévigné (près de la gare de Dijon-Ville), de Dijon - Porte Neuve (près de la gare éponyme du « grand » chemin de fer) et Dijon - Canal.

Le tramway disparaît de Dijon en 1961, éclipsé par un réseau de trolleybus, qui fonctionna du 7 janvier 1950 au 30 mars 1966, puis par de nombreux autobus,.

### L'élaboration d'un nouveau réseau

Carte animée de l'évolution des infrastructures ferroviaires de l'agglomération de Dijon, dont celle des anciens et actuels tramways, de 1890 à nos jours.

#### Contexte
Le Plan de déplacements urbains (PDU), approuvé en octobre 2000, avait conclu à la nécessité  d’augmenter les performances en vitesse, fréquence, régularité, capacité et lisibilité du réseau de transports collectifs urbains de l’agglomération dijonnaise, ce qui s'est notamment traduit par la transformation de l'ancien réseau de transports en commun de l'agglomération en Divia en 2004, et la création de lignes à niveau élevé de service (Lianes) sur les lignes principales.
Malgré les hautes fréquences réalisées sur ces  Lianes, le réseau Divia devenait saturé et celles de certaines lignes comme la Liane 1 (33 000 voyageurs par jour pour 15 km) ou la Liane 5 (20 000 voyageurs par jour pour 7 km) ne pouvait être accrues. On constatait en effet sur les axes les plus chargés du réseau (rue de la Liberté) des passages de bus toutes les 90 secondes, créant d'importantes nuisances et une forte occupation du domaine public, et l'augmentation globale du trafic routier se traduisant par une baisse de la vitesse commerciale et de la régularité des transports en commun. Les solutions d'amélioration techniques du réseau de bus (extension de sites propres bus, amélioration de la priorité des bus aux carrefours) ne pouvait répondre durablement aux besoins.
C'est pourquoi, le 15 mai 2008, les élus du conseil de communauté du Grand Dijon (aujourd'hui Dijon Métropole) ont adopté un projet de transport en commun en site propre constitué de deux lignes.
En comparaison d'une Lianes, cette infrastructure devait permettre d'augmenter la vitesse commerciale et la capacité du service.
Plusieurs choix s'offraient à Dijon :
- le bus à haut niveau de service, qui ne permet pas de transporter beaucoup plus de personnes qu'une ligne actuelle.
- le tramway sur pneus, qui souffre d'une image plutôt négative à cause des problèmes rencontrés sur les réseaux de Nancy et Caen.
- le tramway classique, plus coûteux mais aussi plus fiable que le tramway sur pneus.

Le choix du mode fut formalisé par un vote d'une large majorité du Conseil communautaire le 12 novembre 2008 et l'option retenue fut celle d'un tramway classique sur fer.
Un choix important fut alors fait de mutualiser la commande des rames du réseau de tramway de Dijon avec celui du tramway de Brest afin d'obtenir de meilleures conditions économiques. Après avoir reçu le design des rames de Brest Métropole Océane, qui envisage également de créer son propre réseau de tramway à l'horizon 2012, les intercommunalités de Brest et de Dijon ont signé le 27 novembre 2008 une convention de groupement de commande permettant de passer un appel d'offres commun pour l'acquisition du matériel roulant. Cela a permis d'envisager un marché de 53 rames, regroupant les 20 rames du futur réseau brestois et les 33 du réseau dijonnais,,.
Les études ont permis de recenser sept corridors majeurs de déplacement sur lesquels la création de sites propres de transport en commun seraient le plus pertinents :
- Toison d'or (A)
- Saint-Apollinaire (B)
- Quetigny (C)
- Longvic (D)
- Chenôve (E)
- Fontaine-d'Ouche (F)
- Talant (G)

Les corridors A, C et E ont été retenus pour le tracé du réseau de tramway, et d'autres projets restent à l'étude pour les autres axes ; ainsi les corridors D et B pourraient être desservis par un Bus à Haut Niveau de Service. Les autres zones denses en habitation (Talant, Fontaine-D'ouche) bénéficieraient d'un tramway ou d'un BHNS(Bus à haut niveau de service) à moyen terme.
Après une enquête publique qui s'est tenue au printemps 2009 et la prise en compte des réserves et recommandations de la commission d'enquête dans une déclaration de projet adoptée à l'unanimité par le Conseil communautaire du 19 novembre 2009, les deux futures lignes ont été déclarées d'utilité publique par arrête préfectoral du 17 décembre 2009, permettant la réalisations des expropriations indispensables et donc le lancement du projet.

#### Objectifs du projet
La réalisation du tramway est destinée à favoriser la mise en œuvre de plusieurs politiques publiques :
- c'est l'un des moyens de la mise en œuvre d'une stratégie urbaine globale, matérialisée par le SCoT à l'échelle des 116 communes du Dijonnais, et comprenant une forte démarche d'imbrication des politiques de transport et d'urbanisme, la création d'un établissement public foncier, la création d'écoquartiers, la volonté de limiter l'étalement urbain...
- favoriser le report modal de la voiture particulière vers les transports en commun, en réalisant également des parcs relais, un pôle multimodal à la gare de Dijon-Ville, développement des TER Bourgogne, et, plus globalement, faciliter le maillage des déplacements.
- assurer une bonne desserte des principaux pôles d'enseignement et d'emploi de l'agglomération. Les deux lignes desservent la gare de Dijon-Ville, le centre-ville, l'hypercentre et les grandes institutions dijonnaises dans le tronc commun, le pôle d'emploi et d'enseignement de l'Est-dijonnais (CHU, Université de Bourgogne, Auditorium de Dijon, Palais des congrès et Parc des Expositions, Conservatoire Régional, Cité Judiciaire, Stade Gaston-Gérard, Piscine olympique de Dijon, Zénith de Dijon, ainsi que plusieurs parcs d’activités : Valmy, Mazen-Sully, Mirande...
- favoriser le désenclavement des quartiers prioritaires de la politique de la ville (anciennement zones urbaines sensibles) que sont le quartier du Mail à Chenôve, le quartier des Grésilles à Dijon et le quartier du centre-ville à Quetigny, tout en favorisant une dynamique de renouvellement urbain dans des quartiers tels que le Port du Canal, ou le quartier de l’Université[13].

tout en respectant les possibilités financières de l'agglomération.
« Au total les deux lignes de tramway desserviront dans un rayon de 500 mètres autour des stations 76 000 habitants, 44 000 emplois et 38 000 étudiants (...) Cela représente environ un tiers des habitants  
et des emplois du Grand Dijon et presque deux tiers des étudiants ». Le système pourra s'ouvrir vers des solutions de type tram-train pour  créer ultérieurement des services de plus longue distance en partenariat avec la Région Bourgogne.

#### Coût et financement
Le coût total du projet a été estimé à 20 millions d'euros par kilomètre, un montant faible qui a bénéficié de l'économie permise par le groupement des commandes des rames du tramway de Brest et de Dijon, estimée de 25 à 30 % sur le matériel roulant.
Il se décompose, en valeur 2008, comme suit : 
| Poste                                            | Coût HT 2008  |
| ------------------------------------------------ | ------------- |
| Études d'avant-projet / projet                   | Pour mémoire  |
| Maîtrise d'ouvrage                               | 7 000 000 €   |
| Maîtrise d'œuvre de travaux                      | 19 200 000 €  |
| Acquisitions foncières et libérations d'emprises | 14 000 000 €  |
| Déviation de réseaux                             | 23 000 000 €  |
| Travaux préparatoires                            | 12 100 000 €  |
| Ouvrages d'art                                   | 10 100 000 €  |
| Plate-forme                                      | 18 400 000 €  |
| Voie ferrée                                      | 41 500 000 €  |
| Revêtement du site propre                        | 7 400 000 €   |
| Voirie et espaces publics                        | 41 000 000 €  |
| Équipements urbains                              | 14 900 000 €  |
| Signalisation routière                           | 4 300 000 €   |
| Stations                                         | 6 000 000 €   |
| Alimentation électrique                          | 24 700 000 €  |
| Courants faibles et PCC                          | 17 400 000 €  |
| Dépôt tramway                                    | 24 500 000 €  |
| Matériel roulant                                 | 73 600 000 €  |
| Opérations induites                              | 3 500 000 €   |
| Sous-total                                       | 362 600 000 € |
| Aléas (10 %)                                     | 36 300 000 €  |
| Budget                                           | 398 900 000 € |

Le projet a été financé par emprunt, à hauteur de 288 millions d'euros versés par la Banque européenne d'investissement et la Caisse des dépôts et consignations, et par des subventions obtenues de l'État (au titre du Grenelle Environnement et du dispositif « Dynamique Espoir Banlieues » - 47 M€), la Région Bourgogne (40 M€), le département de la Côte-d'Or (20 M€) et le Fonds européen de développement régional (FEDER - 5 M€).
Le remboursement de l'emprunt et le coût de fonctionnement du réseau seront notamment financés par l'augmentation du versement transport, porté à 1,8 % de la masse salariale des entreprises assujetties à compter du 1er septembre 2008.

#### Dates clés

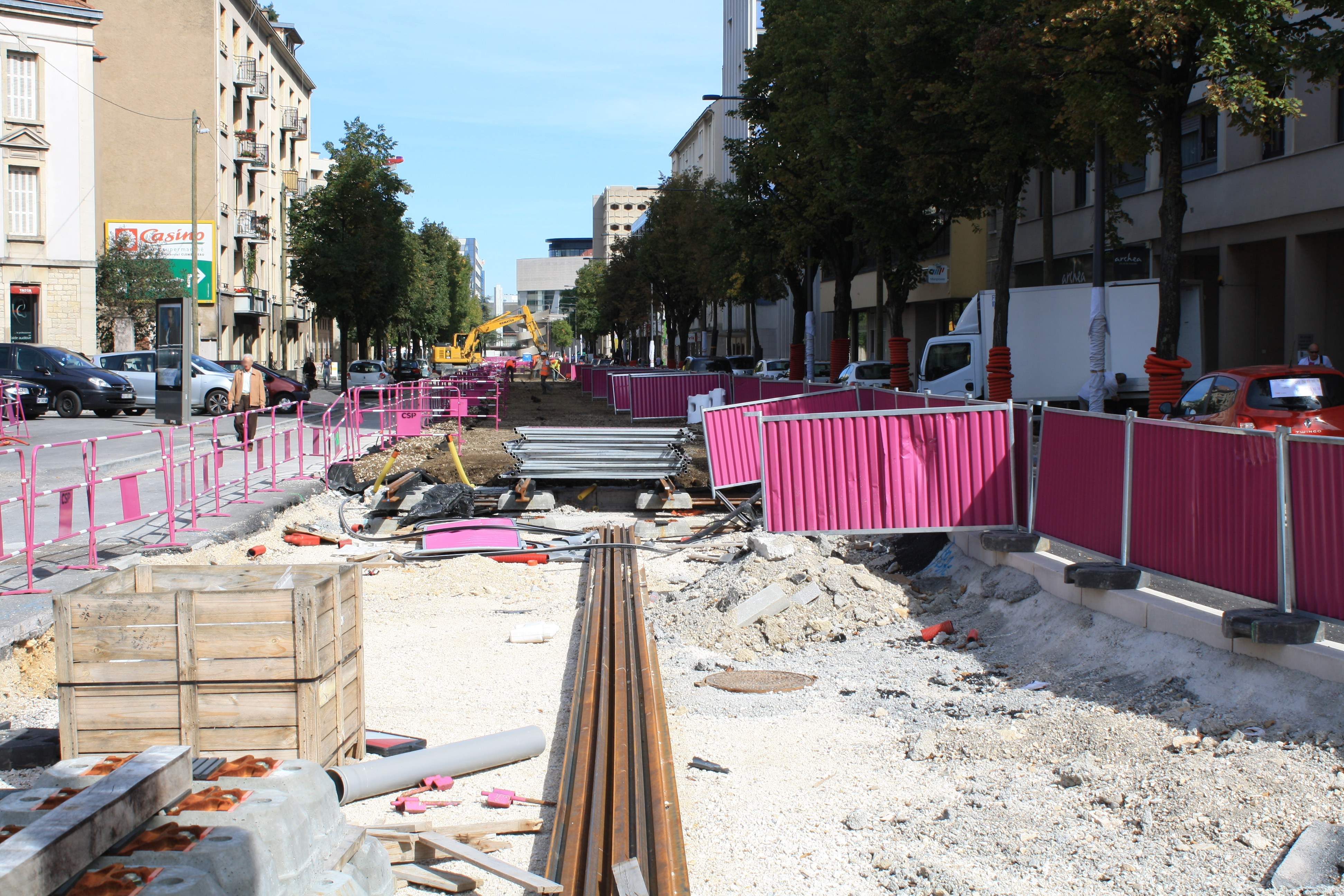
Creusement chaussée boulevard Clemenceau.

Les grandes dates du projet ont été les suivantes : 
- 2001 : le plan de déplacements urbains de l'agglomération prévoit la création de trois  axes de transports en commun en site propre (TCSP), vers le nord, vers l’est et vers le sud.
- 2004 : restructuration en profondeur du réseau de bus, qui prend le nom de Divia. Mise en place des lignes Lianes.
- 2006 : lancement des études de faisabilité.
- 12 novembre 2008 : vote du Conseil communautaire du Grand Dijon décidant la création d'un réseau de tramway.
- 27 novembre 2008 : signature d'une convention de groupement de commande avec Brest Métropole Océane.
- 15 mai 2008 : décision de réaliser une infrastructure en site propre, augmentation du versement transport et engagement de la concertation avec le public.
- 15 septembre 2009 : achat groupé de 32 rames Alstom avec Brest Métropole Océane.
- 17 décembre 2009 : déclaration d'utilité publique du réseau de tramway.
- Octobre 2010 : début des travaux de construction de la plateforme.
- 27-29 janvier 2012 : présentation publique de la première rame du tramway.
- 16 février 2012 : sortie de la première rame de tramway sur l’avenue Jean-Jaurès.
- 1er septembre 2012 : inauguration de la ligne 1, avant sa mise en service le 2 septembre 2012.
- 8 décembre 2012 : inauguration de la ligne 2.

#### Le chantier
Le chantier a débuté en octobre 2010. Le premier rail a été soudé le 11 mars 2011, boulevard Trimolet à Dijon, et le premier des 2 000 arbres plantés le long du tramway l'a été le 17 novembre 2011.
Le revêtement des rues et trottoirs longeant le tramway a été posé entre mai et l'été 2012.

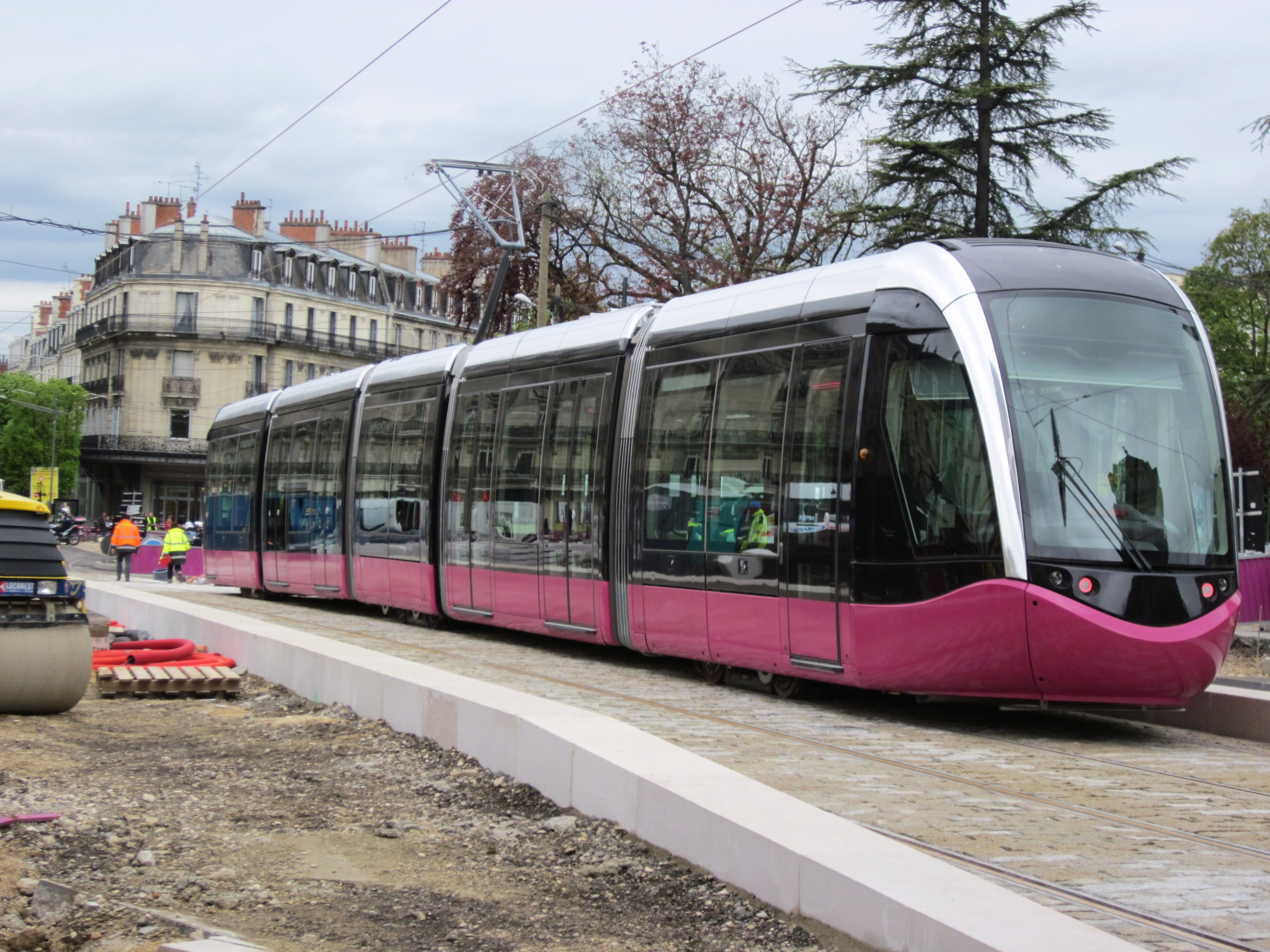
Travaux du Tramway, place Darcy.
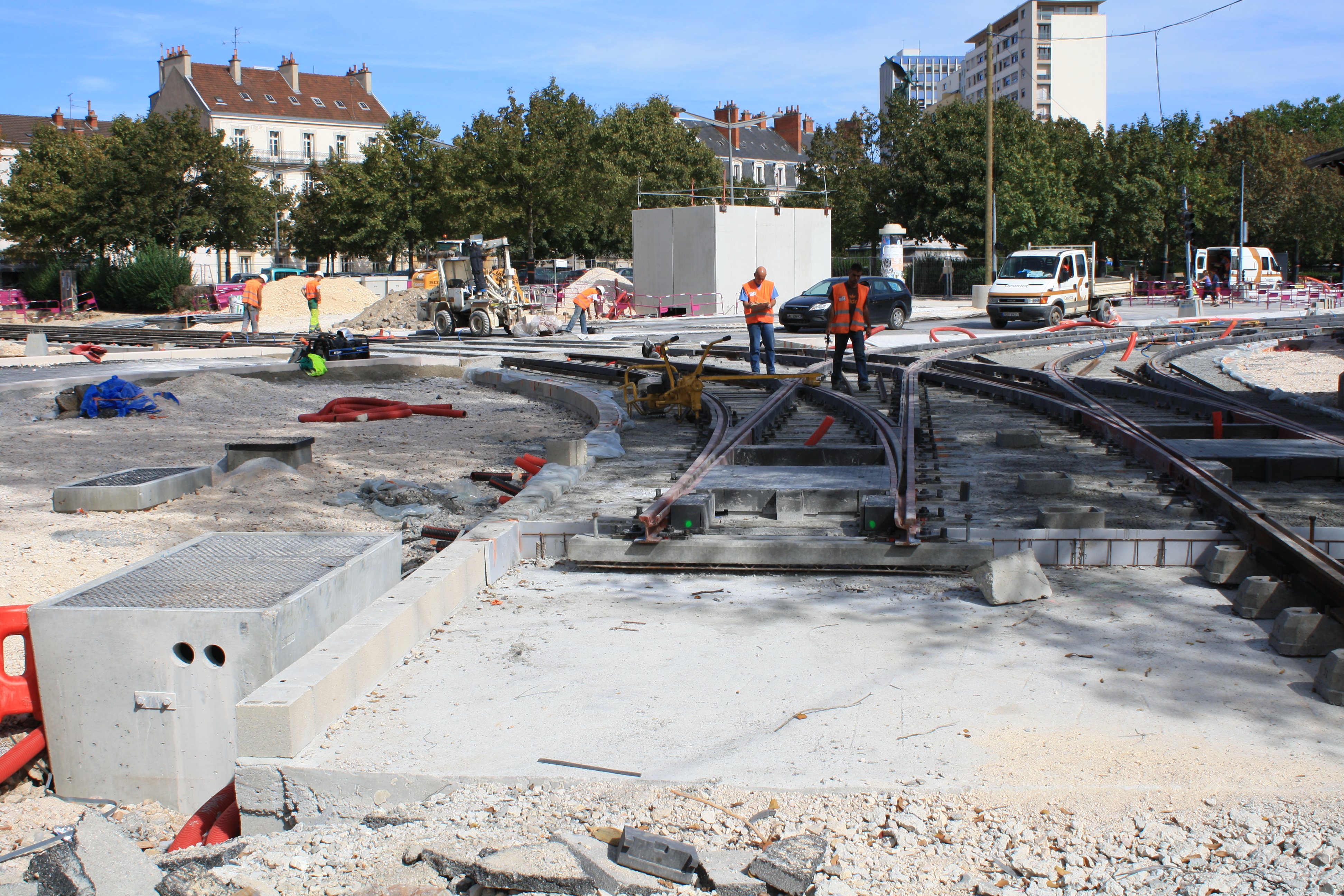
Convergence des deux lignes place de la République.
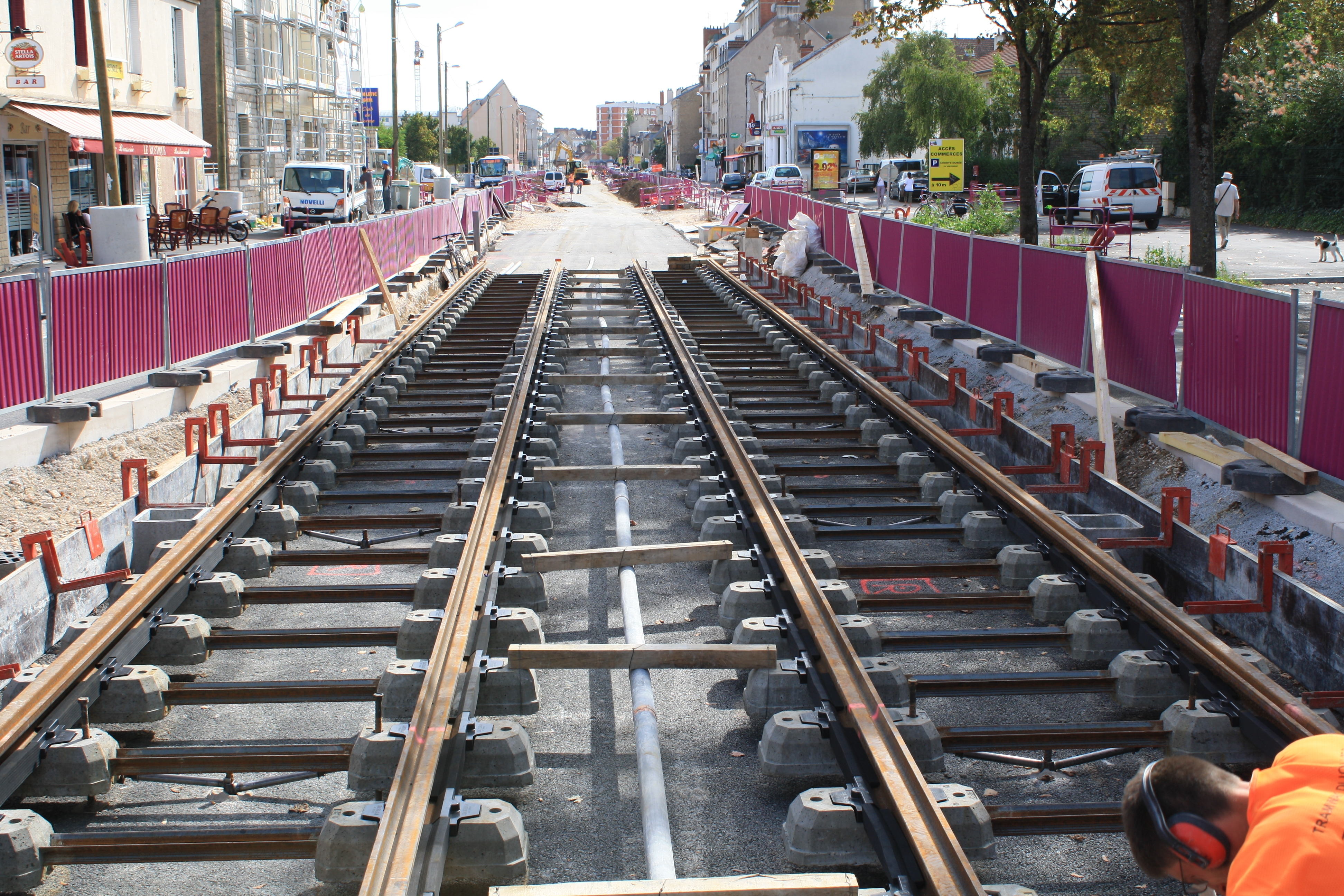
Avenue du Drapeau.
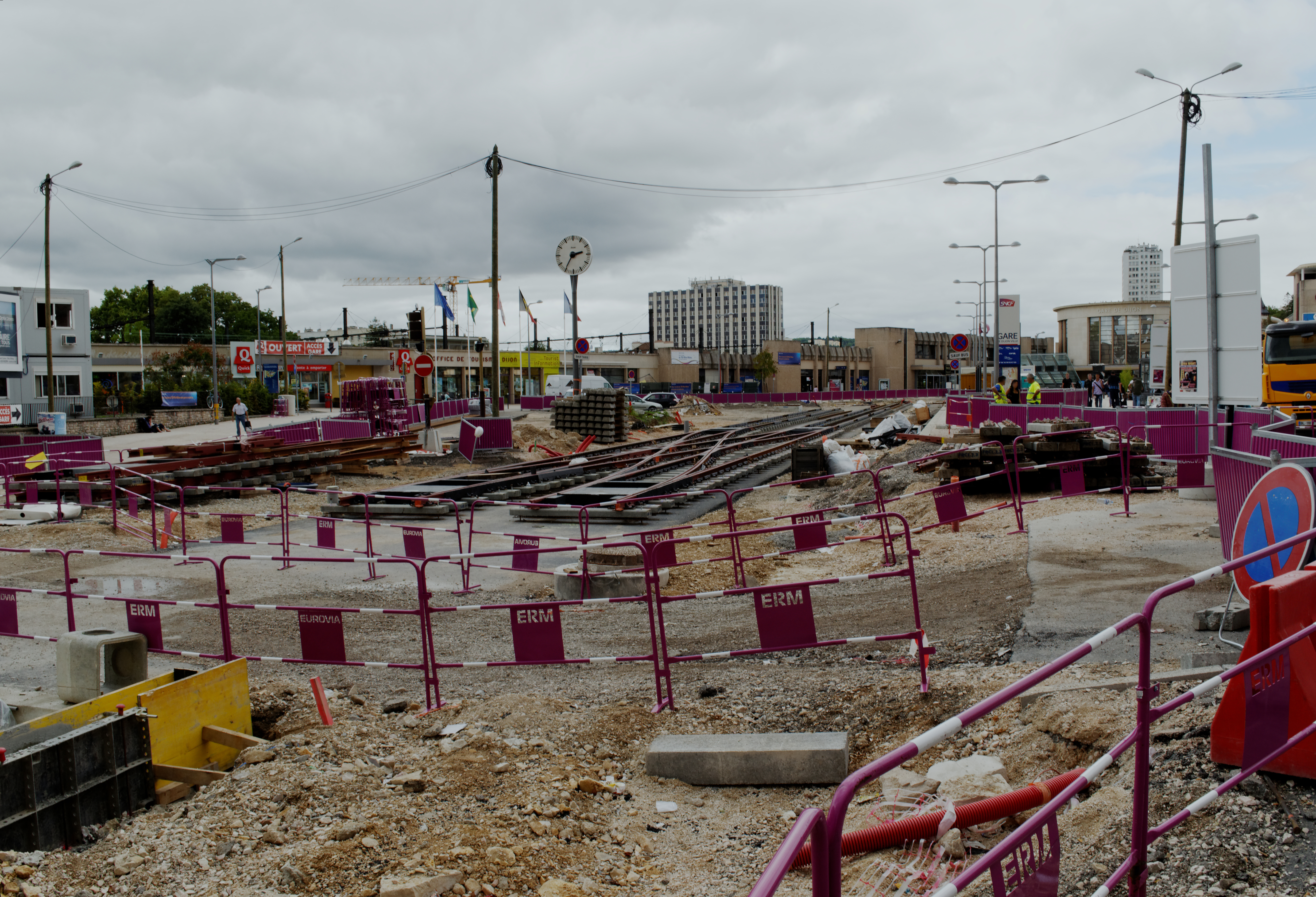
Travaux carrefour de la gare SNCF.

## Infrastructure

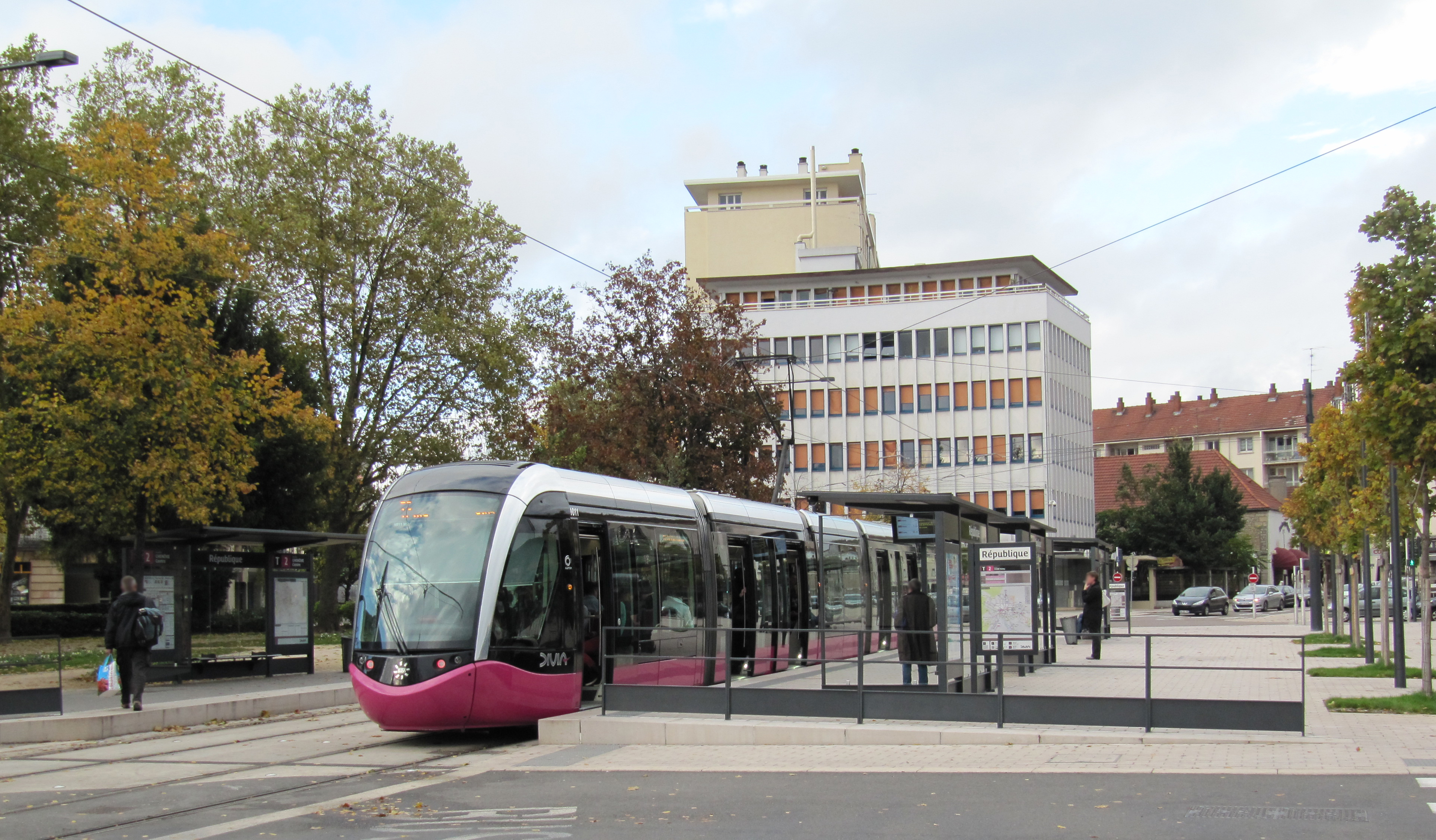
Tramway place de la République.

Le réseau est constitué de deux lignes à voie normale, comprenant un tronc commun, de la Gare à la Place de la République. Il est électrifié sous 750 V continu au moyen d'une ligne aérienne de contact. La plate-forme est en grande partie engazonnée, soit un total de 13 hectares sur les deux lignes.

### Les lignes
Note : La fréquentation annuelle indiquée est celle de 2018, selon le rapport du délégataire.
| Ligne | Caractéristiques | Caractéristiques                           | Caractéristiques                           | Caractéristiques                           | Caractéristiques                           | Caractéristiques                              | Caractéristiques                           | Caractéristiques                           | Caractéristiques                           |
| T1    | T 1 | T 1                                        | T 1                                        | T 1                                        | T 1                                        | T 1                                           | T 1                                        | T 1                                        | T 1                                        |
| T1    | DIJON Gare ⥋ QUETIGNY Centre La Parenthèse | DIJON Gare ⥋ QUETIGNY Centre La Parenthèse | DIJON Gare ⥋ QUETIGNY Centre La Parenthèse | DIJON Gare ⥋ QUETIGNY Centre La Parenthèse | DIJON Gare ⥋ QUETIGNY Centre La Parenthèse | DIJON Gare ⥋ QUETIGNY Centre La Parenthèse    | DIJON Gare ⥋ QUETIGNY Centre La Parenthèse | DIJON Gare ⥋ QUETIGNY Centre La Parenthèse | DIJON Gare ⥋ QUETIGNY Centre La Parenthèse |
| ----- | --- | ------------------------------------------ | ------------------------------------------ | ------------------------------------------ | ------------------------------------------ | --------------------------------------------- | ------------------------------------------ | ------------------------------------------ | ------------------------------------------ |
| T1    | Ouverture / Fermeture 1er septembre 2012 / — | Longueur 8,5 km                            | Durée 28 min                               | Nb. d’arrêts 17                            | Matériel Citadis 302                       | Jours de fonctionnement L, Ma, Me, J, V, S, D | Jour / Soir / Nuit / Fêtes O / O / O / O   | Voy. / an 11 502 108                       | Transporteur Keolis Dijon Mobilités        |
| T1    | Desserte : Dijon et Quetigny - Principales stations : Foch Gare, Darcy, République, Auditorium, Grésilles Trimolet, Parc des Sports, CHU - Hôpitaux, Université, Grand Marché |                                            |                                            |                                            |                                            |                                               |                                            |                                            |                                            |
| T1    | Autre : Premiers et derniers services limités à Foch Gare |                                            |                                            |                                            |                                            |                                               |                                            |                                            |                                            |
| T1    | Dernière actualisation : — |                                            |                                            |                                            |                                            |                                               |                                            |                                            |                                            |
| T2    | T 2 | T 2                                        | T 2                                        | T 2                                        | T 2                                        | T 2                                           | T 2                                        | T 2                                        | T 2                                        |
| T2    | DIJON Valmy ⥋ CHENÔVE Centre |                                            |                                            |                                            |                                            |                                               |                                            |                                            |                                            |
| T2    | Ouverture / Fermeture 8 décembre 2012 / — | Longueur 11,5 km                           | Durée 34 min                               | Nb. d’arrêts 21                            | Matériel Citadis 302                       | Jours de fonctionnement L, Ma, Me, J, V, S, D | Jour / Soir / Nuit / Fêtes O / O / O / O   | Voy. / an 12 299 223                       | Transporteur Keolis Dijon Mobilités        |
| T2    | Desserte : Dijon et Chenôve - Principales stations : Zénith, Toison d'Or, Nation, République, Darcy, Foch Gare, Monge - Cité de la Gastronomie, Bourroches                    |                                            |                                            |                                            |                                            |                                               |                                            |                                            |                                            |
| T2    | Autre : Premiers et derniers services limités à Bourroches |                                            |                                            |                                            |                                            |                                               |                                            |                                            |                                            |
| T2    | Dernière actualisation : — |                                            |                                            |                                            |                                            |                                               |                                            |                                            |                                            |

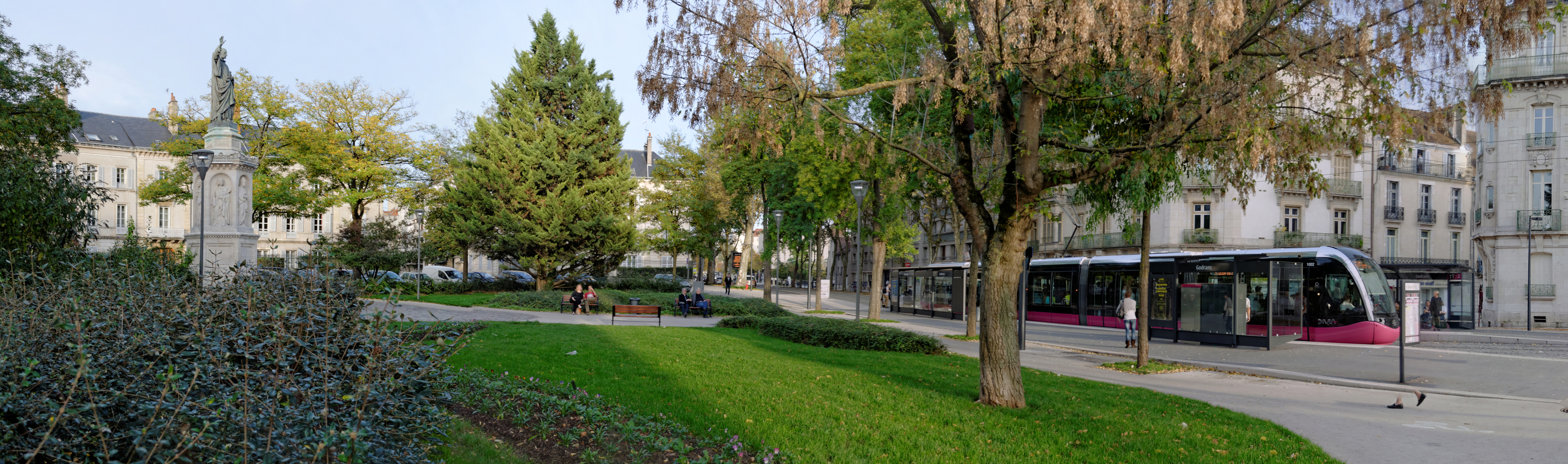
Tramway place Saint-Bernard.

### Aménagement des stations

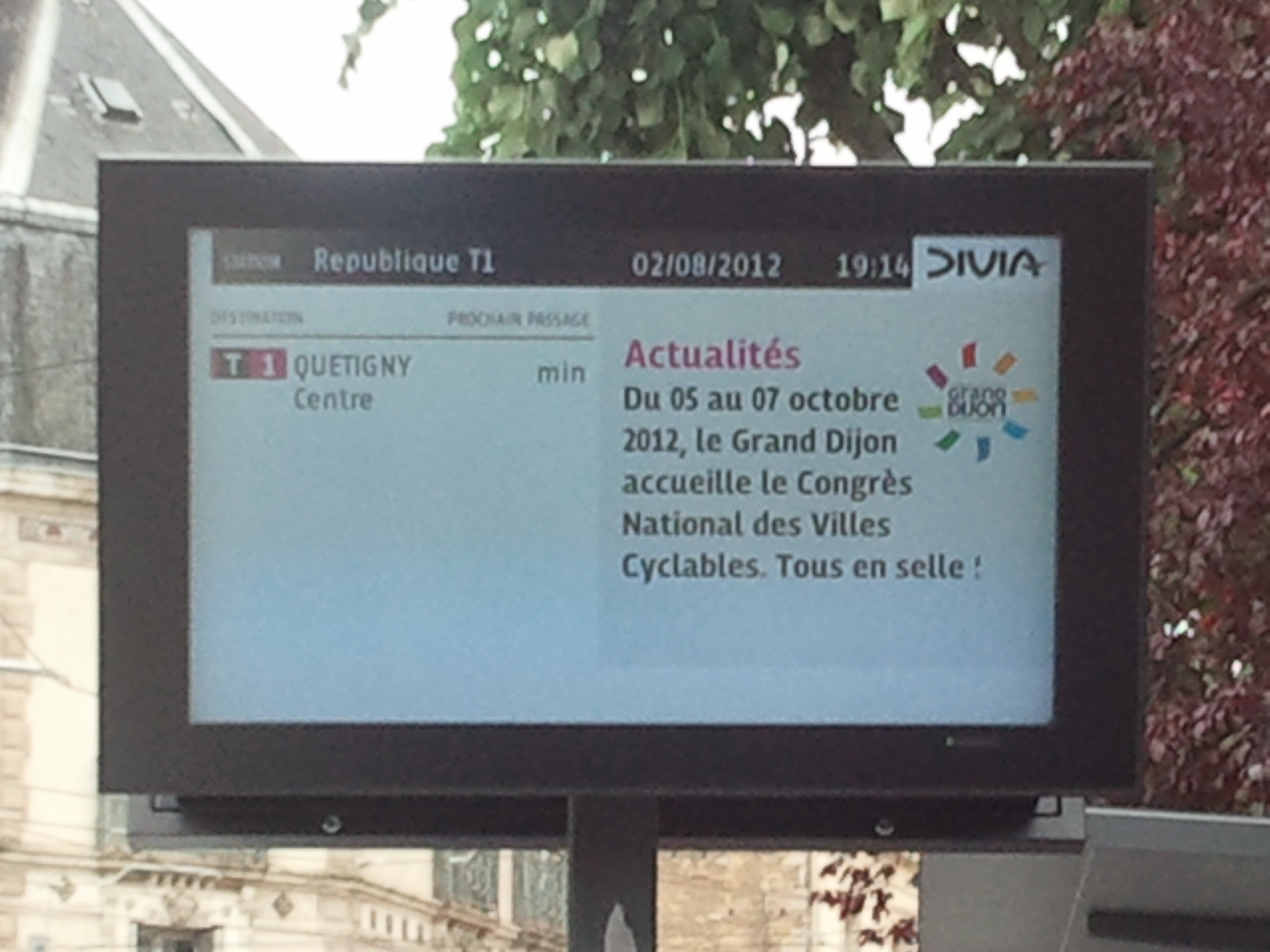
Écran d'information voyageurs à la station République - T1, lors des essais de la ligne.

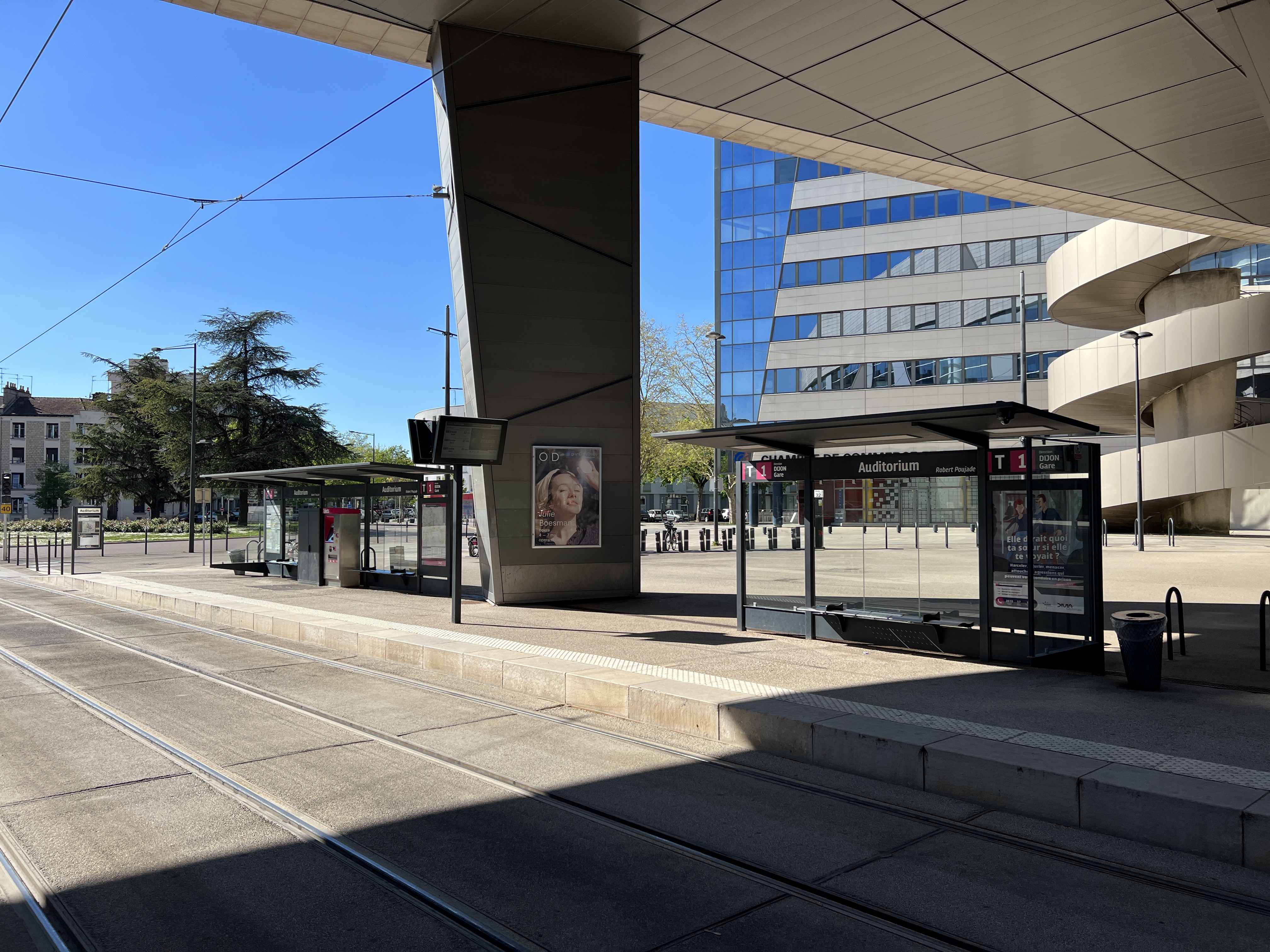
La station Auditorium.

Les stations, accessibles aux personnes à mobilité réduite, sont équipées d'aubettes proches d'abribus, dépourvues de publicité et dotées d'un écran vidéo permettant l'information des voyageurs par l'intermédiaire du Système d'aide à l'exploitation et à l'information des voyageurs (SAEIV) Totem de Divia.
Elles sont munies d'un dispositif de vidéosurveillance.

### Dépôt

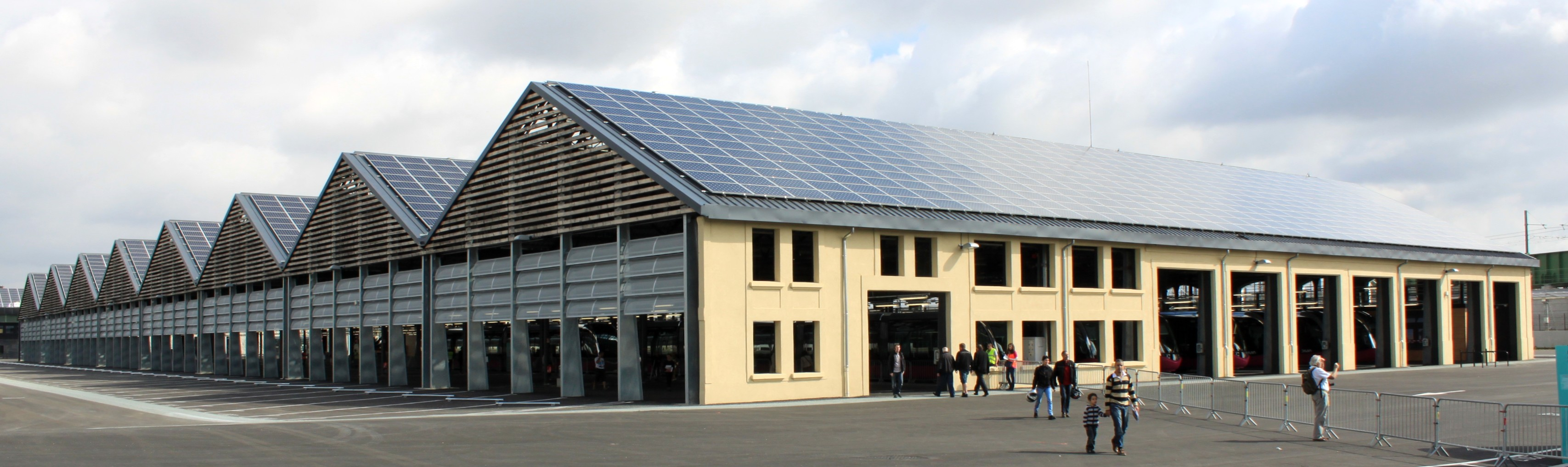
Centre de remisage du tramway de Dijon

Un nouveau centre de maintenance, commun aux bus et aux tramways, conçu par le cabinet Ferrand-Sigal, accessible par un raccordement double situé entre les stations Carraz et Bourroches a été aménagé sur le site de l'ancien atelier du matériel de la SNCF de Perrigny.
Cet équipement, dit Tramstore 21, s'étend sur 14 hectares, le long de la ligne Dijon - Lyon. Il accueille également le Poste de commande centralisée (PCC) du réseau de transports en commun de Dijon et comprend une surface bâtie de 38 860 m2 SHOB (dont 10 000 environ réhabilités) pour un coût de 38,87 M€ HT.
Une partie des anciens bâtiments des ateliers de Perrigny ont été réhabilités pour être adaptés aux besoins des transports urbains, et  visent la certification haute qualité environnementale (HQE), tout en conservant leur aspect ferroviaire,.
La réalisation de ce centre de maintenance a été soutenue par le programme Interreg IV B de l’Union Européenne consacré à la coopération entre les différentes régions de l’Europe, qui a financé à hauteur de 50 % la réalisation de cet équipement, ainsi que des centres de maintenance de tramway à Bruxelles (dépôt Marconi, en Belgique), Blackpool (dépôt de Starr Gate, en Grande-Bretagne), Rotterdam (dépôt de Beverwaard, aux Pays-Bas).
Le Tramstore 21 est destiné à accueillir les 33 rames du tramway ainsi que 215 bus. Il comprend un atelier de maintenance des bus (22 postes) et des tramways (8 voies) où travailleront une cinquantaine d'agents, un bâtiment de remisage, pouvant être étendu à 50 rames en cas d'extension du réseau, et un bâtiment administratif  d'environ 3 000 m2 comprenant le PCC du réseau, ses structures de gestion administrative et technique, ainsi que la prise de poste des 550 conducteurs de Divia.

### Conduite et signalisation

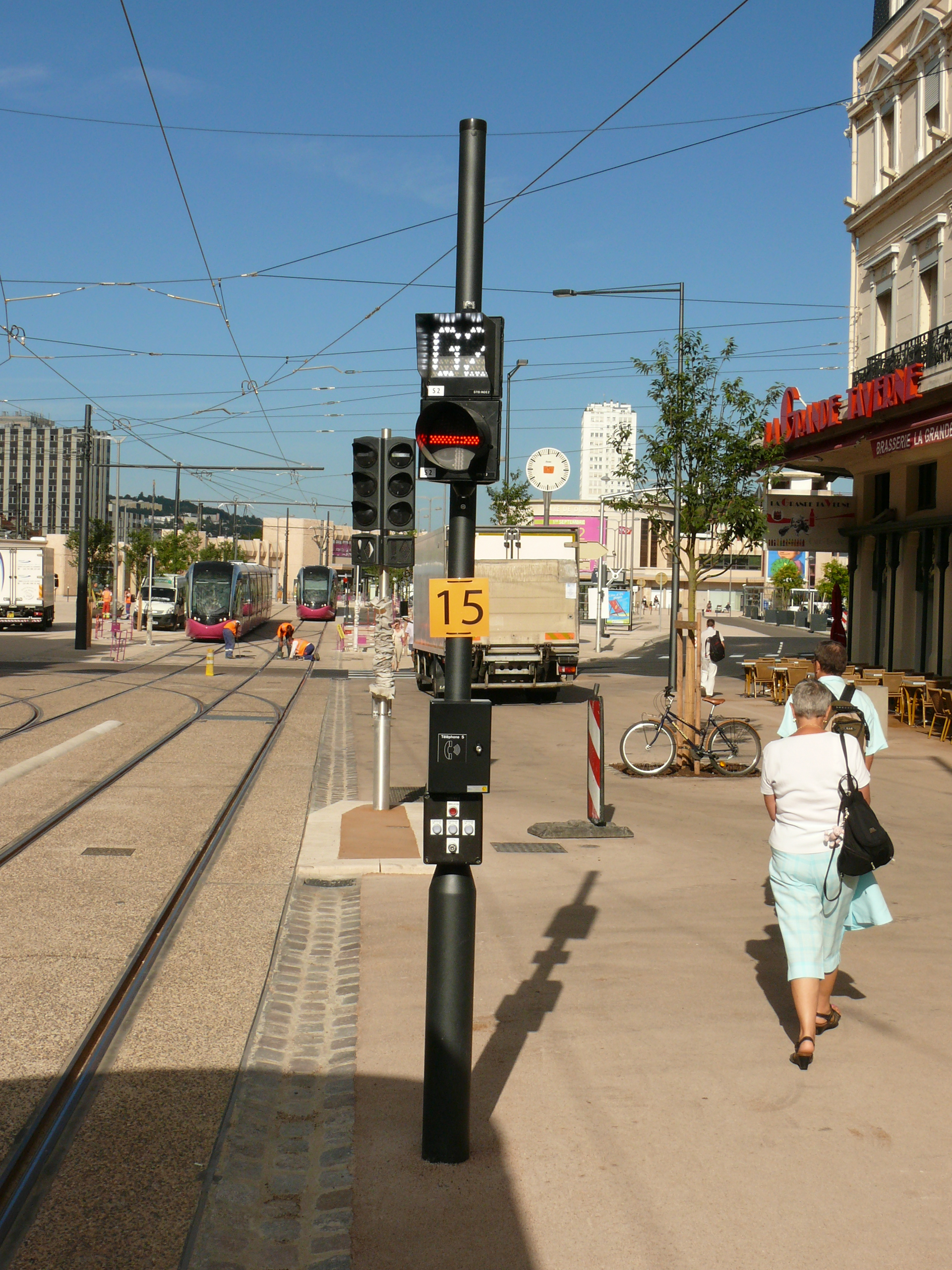
Signalisation protégeant le raccordement des lignes T1 et T2 à la Gare.
Au premier plan, la gestion de la bifurcation avec son boitier de commande et ses indicateurs de direction, au second plan, la signalisation tramway traditionnelle, protégeant le passage des tramways au carrefour routier

#### Traction électrique
Dijon Métropole a passé un contrat de partenariat public-privé (PPP) pour la création de l'ensemble de l'infrastructure électrique nécessaire à la traction et à la signalisation (y compris la commande centralisée du réseau) du tramway, ainsi que la fourniture d'énergie pendant 26 ans. Ce contrat, passé avec un groupement d'entreprises mené par Ineo, filiale de génie électrique de GDF Suez, prévoit également que le prestataire doit acquérir le surplus d'énergie électrique fournie par l'usine de traitement des déchets ménagers de la métropole, et que le prix de vente de la totalité de  l'énergie consommée par le réseau de tramway ne pourra excéder 110 % du prix d'achat de l'énergie fournie par l'incinérateur.

### Plantations
Alfred Peter, architecte-paysagiste, a conçu les plantations du tramway, où plus de 2 000 arbres sont plantés, remplaçant largement les 300 qui ont dû être abattus pour permettre de réaliser l'infrastructure. Les nouvelles plantations privilégient l'érable, le tilleul, le sophora et le noisetier.
La plate-forme du tramway est engazonnée sur environ 80 % de sa longueur, ce qui nécessite de fréquents arrosages.
Afin de le permette sans consommer d'eau potable, le réseau utilise l'eau de la nappe phréatique dans laquelle se trouve le parking de La Trémouille. Afin d'éviter que celui-ci soit inondé, des pompes de relevage collectent chaque jour près de 500 m³ d'une eau impropre à la consommation, qui était jusque-là rejetée à l'égout. L'eau est désormais collectée et stockée dans les anciens réservoirs désaffectés des jardins de la place Darcy et du boulevard de Strasbourg, construits en 1830 et d'une capacité de 2 800 m3, avant d'assurer l'arrosage nocturne de la plate-forme. L'arrosage utilise également des eaux de toiture, collectées notamment à la piscine olympique et à l’atelier bus-tramway de Divia.

### Parkings-relais
| Liste des Parkings-relais du réseau de tramway de Dijon | Liste des Parkings-relais du réseau de tramway de Dijon |
| Ligne                                                   | Parking-relais                                          |
| ------------------------------------------------------- | ------------------------------------------------------- |
| T 1                                                     | Piscine Olympique                                       |
| T 2                                                     | Valmy                                                   |

Le réseau de tramway compte au total 2 Parkings-relais, pour un total de 433 places disponibles. L'accès au parking est libre mais pour la sortie, il est demandé de posséder un titre de transport Divia validé le jour-même. Ils permettent de se garer à proximité d'une ligne de tramway et de rejoindre directement le centre-ville. Les P+Tram sont ouverts toute l'année de 5 h à 1 h du matin et la sortie est possible 24h/24 et 7j/7.

## Matériel roulant

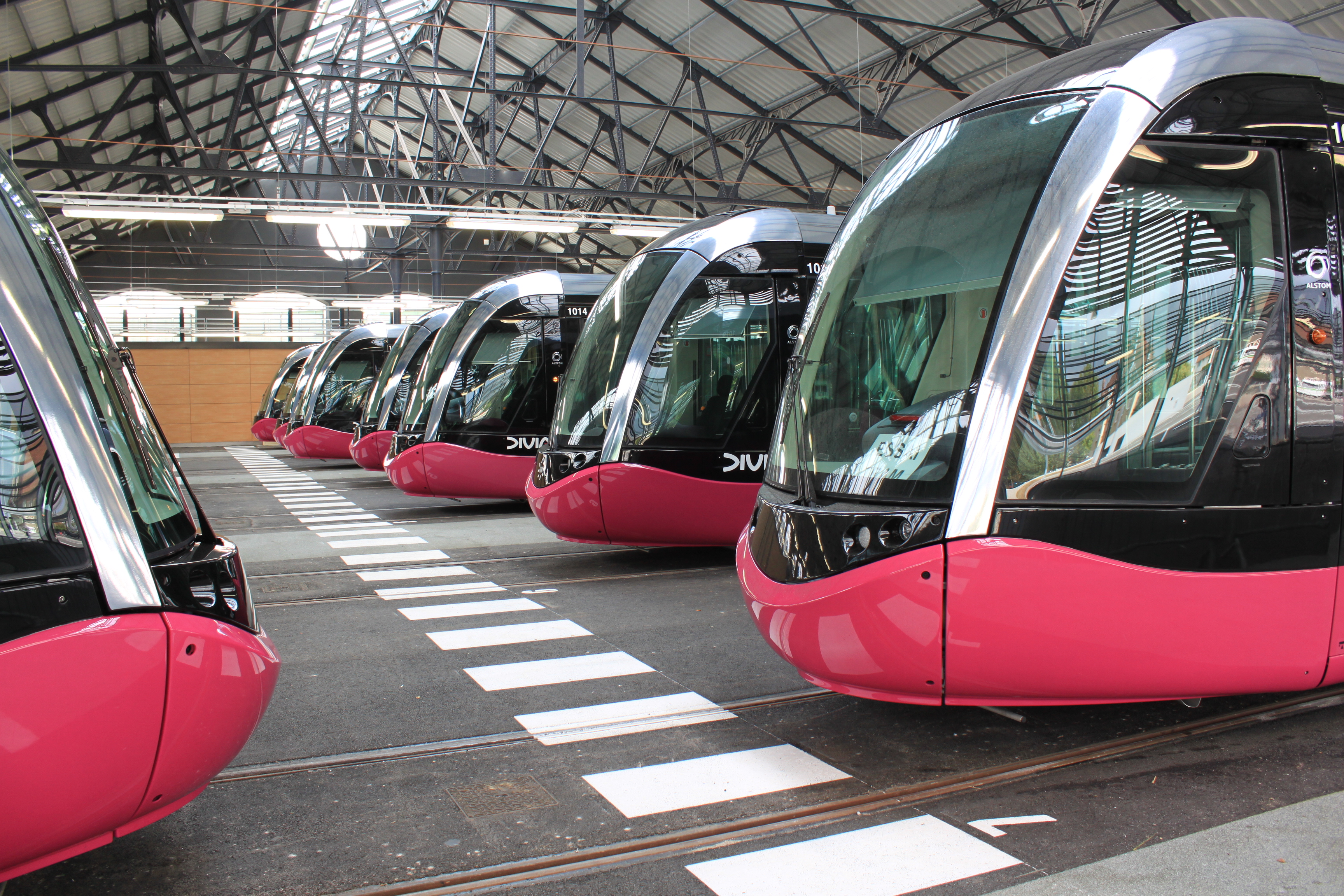
Rames garées à l'atelier de maintenance.

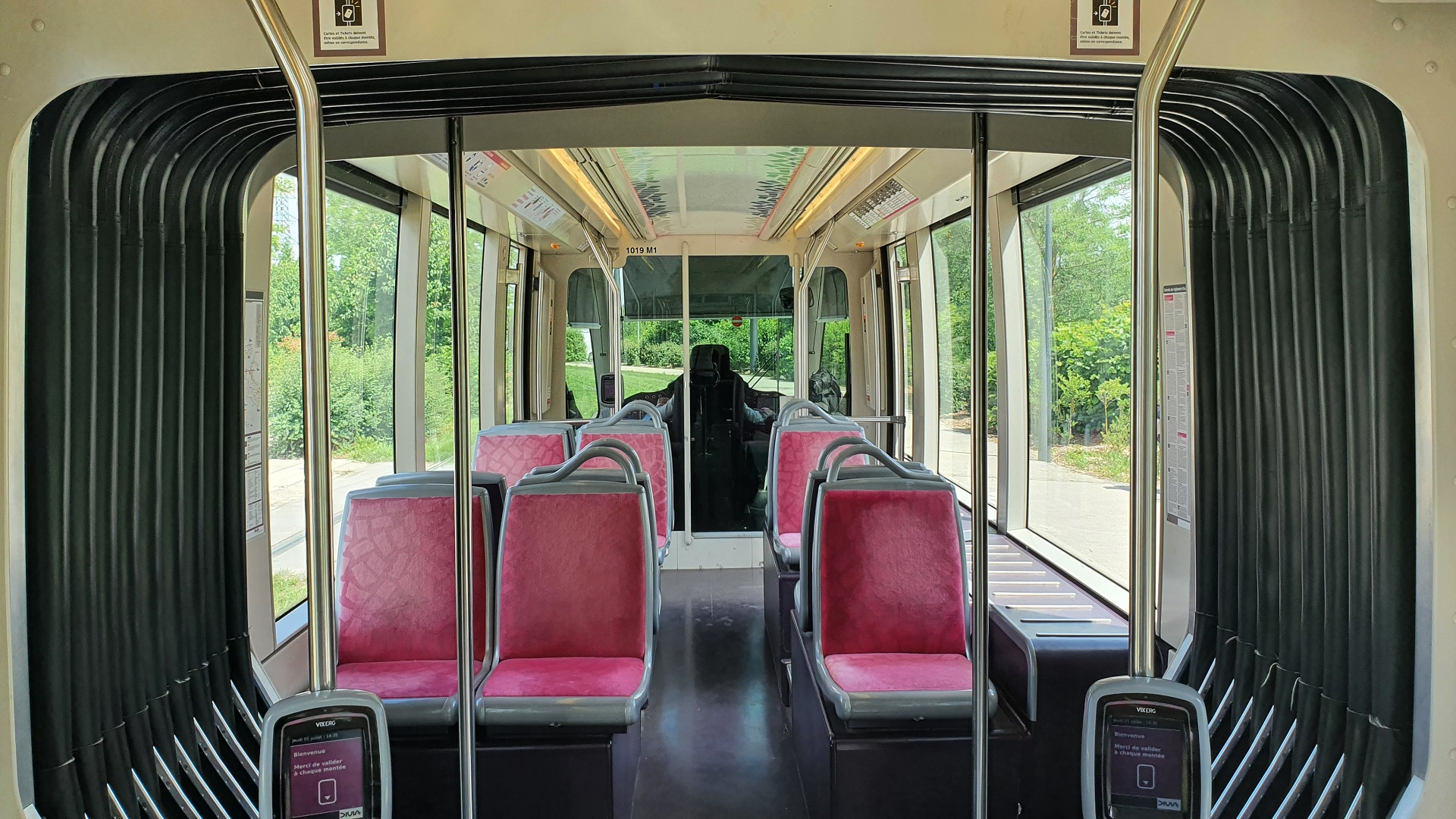
Intérieur des rames Alstom Citadis 302 en configuration de sièges 2+1

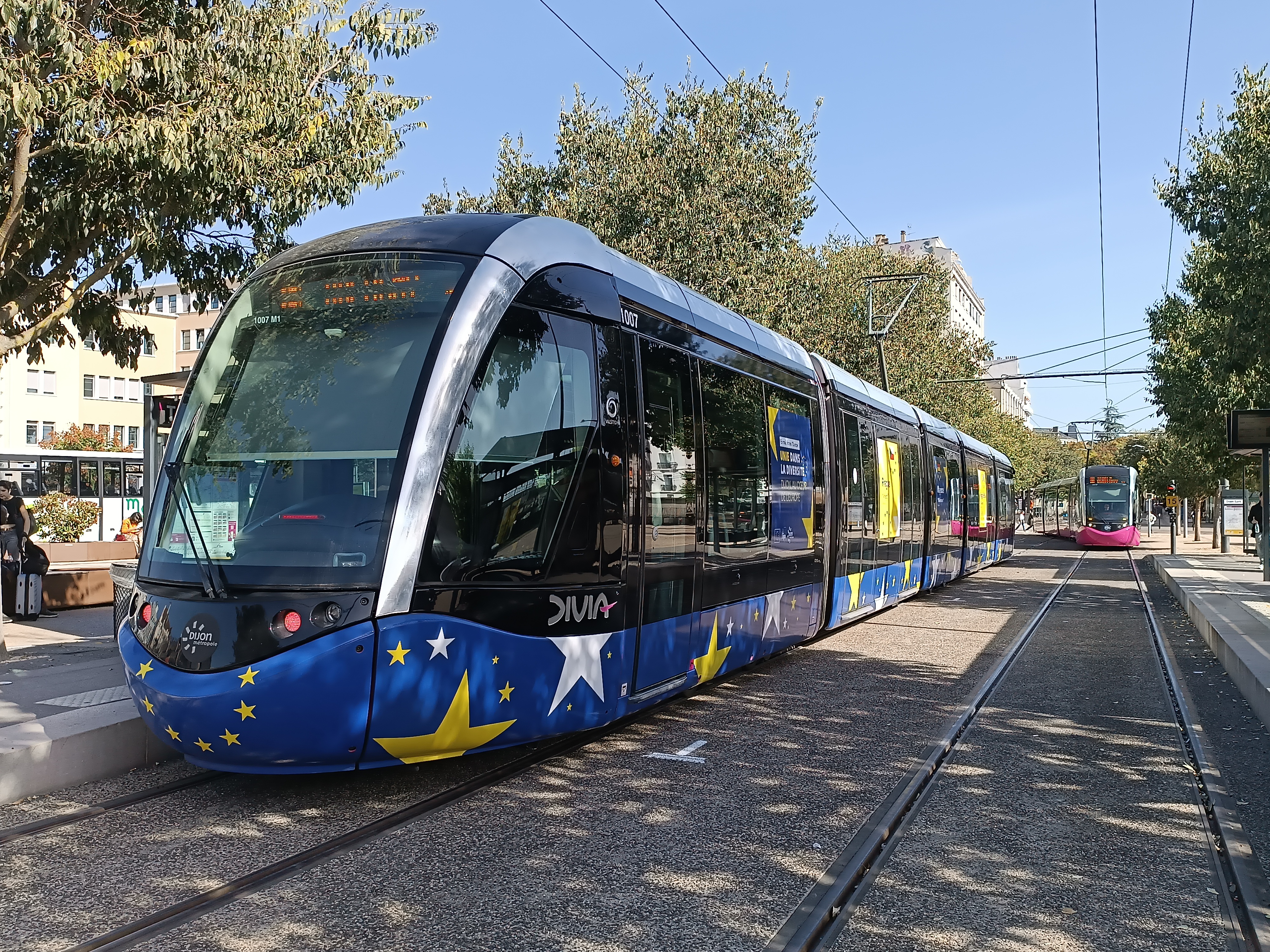
Citadis pelliculé aux couleurs de l'Europe.

Le matériel roulant a été commandé conjointement à celui du tramway de Brest, aux termes d'un appel d'offres, à Alstom Transport. Le contrat d'acquisition des 52 rames a été signé le 15 septembre 2009 pour un montant total de 106,5 M€, répartis de la façon suivante :
- Budget Brest : 42,7 M€
- Budget Dijon : 63,8 M€

Le coût unitaire d'une rame est ainsi de 2,05 M€, et le groupement de commande aura permis de faire une économie de plus de 9 M€ ; cette économie fait des tramways de Dijon et Brest deux des tramways les moins chers de France.
Les 33 rames acquises sont des Alstom Citadis type TGA 302 numérotées de 1001 à 1033. Leurs caractéristiques sont les suivantes : 
- Longueur : 32,7 m.
- Largeur : 2,40 m.
- Rames constituées de 5 caisses reposant sur 3 bogies, les deux bogies d'extrémité étant moteurs et le bogie central uniquement porteur. Les rames peuvent être allongées par l'adjonction de modules supplémentaires
- Plancher bas intégral
- Capacité : 200 passagers, dont 152 debout et 48 assis, d'après les affiches dans les rames
- Rames bidirectionnelles
- Immatriculation : 1001 à 1033
- Vitesse maximale : 70 km/h
- voie normale
- Courant 750 V continu
- Freinage par trois systèmes distincts, électrodynamique, mécanique et électromagnétique.
- Niveau sonore inférieur de 5 dB à celui du trafic routier.
- Livrée unie couleur cassis
- Recyclable : plus de 98 %
- Possibilité pour un tramway de remorquer une rame en panne[31].

Ces rames, dont la consommation est réduite de 10 % par rapport aux générations précédentes, ont été construites par plusieurs usines du groupe Alstom. La conception, la chaudronnerie et l'assemblage se font dans l'usine de La Rochelle. Celle de Tarbes a fourni les éléments de la chaîne de traction, Ornans les moteurs, Le Creusot les bogies et Villeurbanne le système informatique embarqué et l’information voyageurs,,.

## Projet d'extension
Au moment des 10 ans du réseau de tramway, Dijon Métropole a annoncé un projet d'extension vers l'Est et le Sud de la métropole, vers Chevigny-Saint-Sauveur et vers le pôle d'activités au sud de Chenove,.
Le résultat de l'étude sera connue vers 2025-2026, la décision d'engager un projet d'extension vers le Sud et vers l'Est et ou de nouvelles lignes sera prise dans le mandat suivant (2026-2032),.

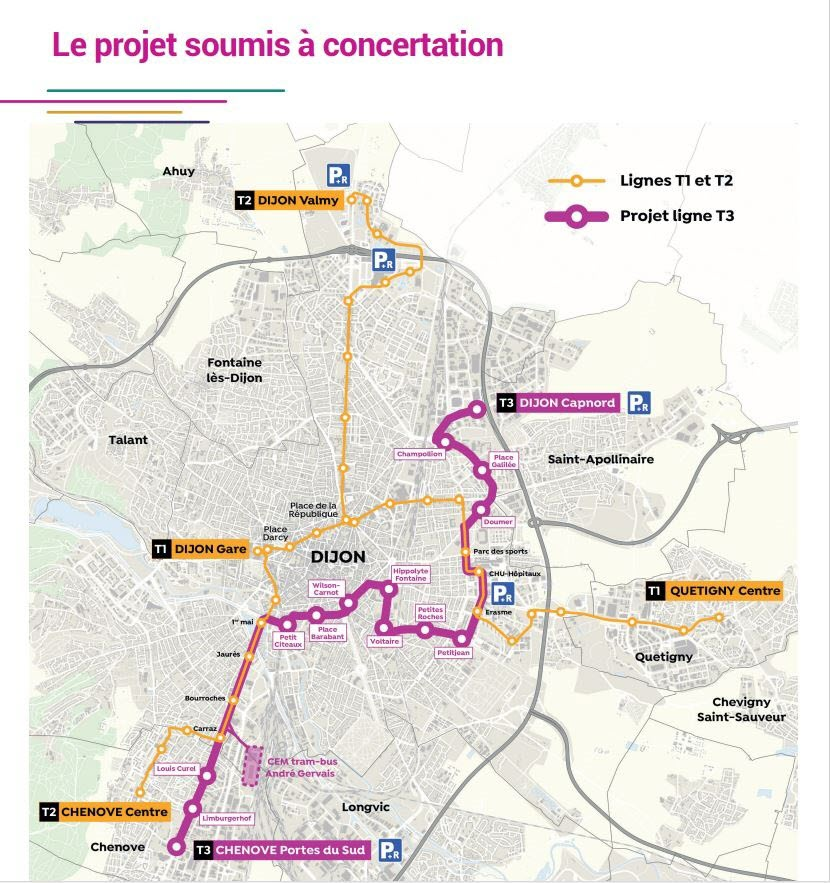
Carte de la 3eme ligne de tramway

En septembre 2023, une délibération a été votée sur la réalisation de l'étude de faisabilité de l'extension du réseau de tram, notamment vers le Sud de Chenove, et vers l'Est à Chevigny-Saint-Sauveur, mais cette étude concernera aussi d'autres axes qui ont un potentiel à accueillir le tram, le montant de l'étude est de 500 000 €.
Cette délibération ouvre la possibilité d'une concertation publique fin 2025, et le lancement du chantier durant le mandat 2026-2032.
Le 21 mars 2025, Dijon Métropole a présenté le projet de 3eme ligne de tramway, il reliera la zone de Djon Cap Nord, en passant par le quartier des Gresilles, le CHU, le campus, le sud du centre ville de Dijon, puis il finira sa course à Porte Sud de Chenove, la ligne fera 10km, dont 7km de nouvelles voies, la future ligne partagera un tronc commun avec le T2 entre Carraz et 1er Mai, puis de la ligne T1 entre Erasme et Parc des Sports, le coût du projet est de 200M€, la concertation publique du projet aura lieu à l'été 2025, puis l'enquête publique en 2027 et le chantier entre 2028 et 2030, la mise en service aura lieu en 2030,,

## Exploitation
L'exploitation du réseau est assurée par l'entreprise Keolis Dijon Mobilités, qui a vu sa délégation de service public renouvelée pour la période 2010-2017 par Dijon Métropole, autorité organisatrice de transport urbain du réseau de transports en commun de Dijon (DIVIA).

### L'offre de transport
La ligne T1, de 8,5 km sera parcourue dans un premier temps en 28 minutes, soit une vitesse commerciale de  18,2 km/h, pour atteindre ensuite les 26 minutes (contre environ 30–35 minutes antérieurement par le bus). Elle reprend globalement la section Gare SNCF — Quetigny de la ligne Liane 1, à l'exception de la desserte de Chevigny et de la branche Quetigny - Europe, reprises par la Liane 7.
La ligne T2, de 11,5 km, sera parcourue en 35 minutes, soit une vitesse commerciale, plus élevée, de 19,7 km/h (contre environ 45–50 minutes avec les dessertes par autobus). Elle reprendra globalement le tracé des lignes Liane 2 et B 22.
Le service a lieu tous les jours de l'année, de 5h45 (7 heures, le dimanche) à 00h30, avec une fréquence de 5 minutes sur chaque ligne à l'heure de pointe (7h30 – 9h00 / 16h00 – 18h30), et 7 minutes en heure creuse. L'exploitant prévoit de transporter 45 000 voyageurs par jour en 2015 sur la ligne 1 et 42 000 sur la ligne 2,.

### Plan B

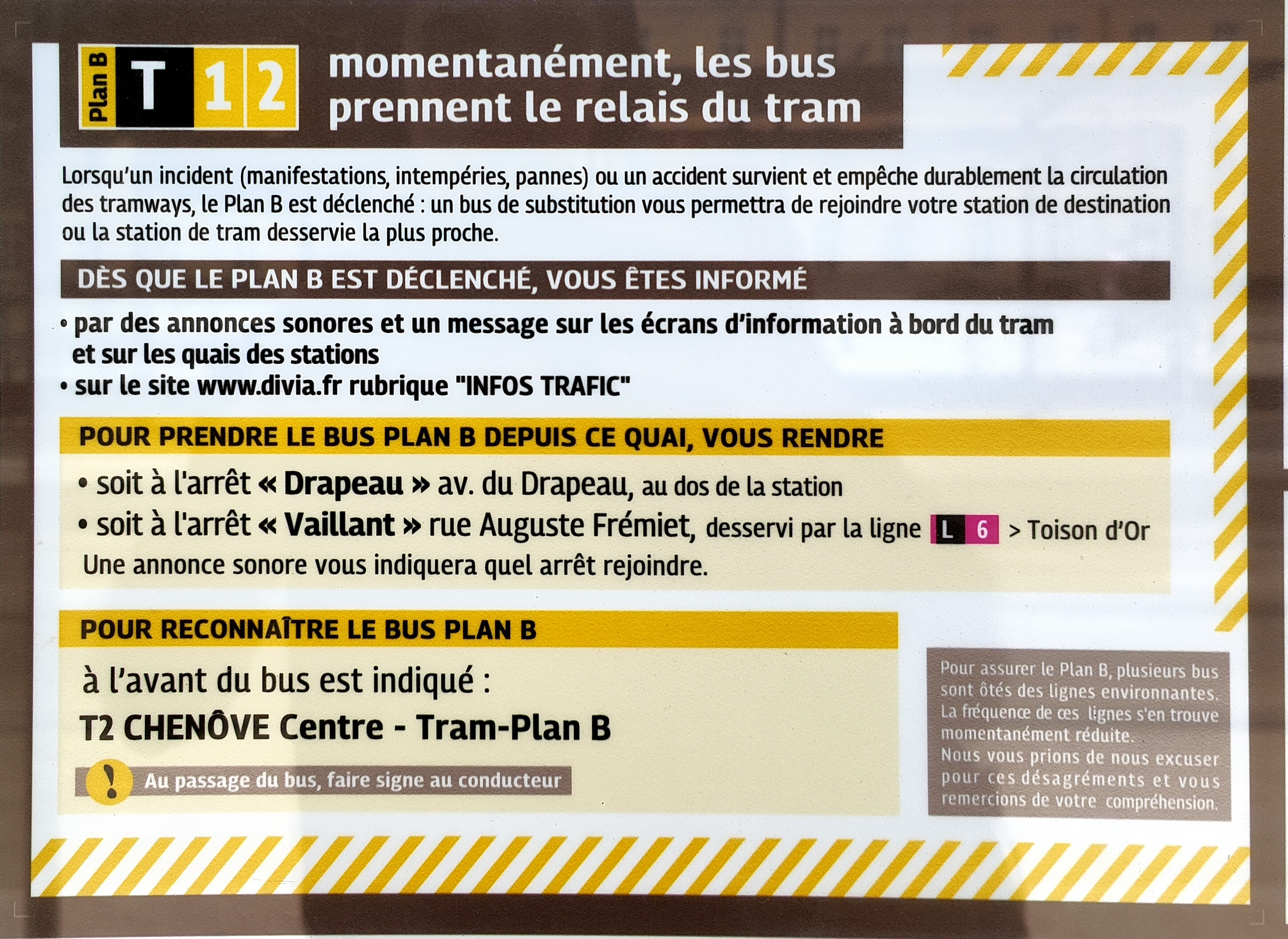
Affichage Plan B à la station Drapeau (T2).

En cas de perturbation d'une des deux lignes de tramway occasionnant un arrêt d'exploitation, il est possible pour le réseau de déclencher un service de bus nommé Plan B, global ou sectionné, en substitution.
Ces bus longent le plus possible le tronçon affecté, soit en utilisant des arrêts spécifiques à ce service ou les arrêts préexistants des autres services de bus. À chaque station de tramway est affiché, avec une signalétique jaune, l'arrêt du service Plan B lié à celui-ci.
Les bus faisant ces liaisons portent le nom de la ligne de tramway concernée par la perturbation et la couleur cassis du logo de la ligne est remplacé par du jaune sur les écrans de signalisation.
Le matériel roulant utilisé va provenir des lignes environnantes.

### Fréquentation
Avant l'ouverture du réseau de tramway, en 2011, il est prévu que celui-ci soit fréquenté par 45 000 voyageurs par jour en 2015 sur la ligne 1 et 42 000 sur la ligne 2. Le week-end inaugural, la fréquentation a atteint 150 000 voyageurs par jour. Dès le premier mois de service, la ligne T1 est empruntée entre 35 000 et 39 000 voyageurs par jour.
En 2022, la ligne T1 est fréquentée par 51 000 voyageurs et la ligne T2 par 49 000 voyageurs, soit 100 000 voyageurs transportés par  jour pour les deux lignes, en semaine scolaire. Sur l'année 2013, le tramway transporte 20,2 millions de voyageurs, dont 10,4 sur la ligne T1 et 9,8 sur la ligne T2.
Toujours en 2013, les stations les plus fréquentées sont (en nombre de montées par jour de semaine scolaire) :
- République : 9 514 ;
- Darcy : 7 333 ;
- Godrans Les Halles : 5 733 ;
- Foch Gare : 5 100 ;
- Erasme : 4 578 ;
- Dijon Gare : 3 564 ;
- Grésilles Trimolet : 3 014 ;
- Grand Marché : 2 830 ;
- Toison d’Or : 2 677 ;
- Monge - Cité de la Gastronomie : 2 613.

En 2022, les lignes T1 et T2 transportait 95 500 voy/j, soit la moitié de la fréquentation du réseau DIVIA[réf. nécessaire].

### Tarification et billettique
La mise en service du tramway en 2012 s'est accompagnée  d'une nouvelle billettique « sans contact », dite « PASS Divia », qui est utilisée à compter du 18 juin 2012 sur l'ensemble des lignes exploitées par Divia, et en septembre 2012, pour payer les parcs relais. Cette billettique se compose de plusieurs supports : les cartes (5 €, valables 5 ans) nominatives (avec une protection contre la perte et le vol), une carte déclarative (sans cette protection), la carte anonyme, la clé-USB (15 €, valable 5 ans) et le ticket rechargeable (0,30 €, pouvant contenir 60 voyages).
Ces supports peuvent être chargés soit d'abonnements ou de tickets de voyages.
L'offre tarifaire comprend notamment, en 2017, le billet à validité horaire (1,40 €), le carnet 10+1 (14 €), le billet valable 24 heures (4,20 €), 48 heures (7,35 €) ou 72 heures (9,45 €), le pass mensuel à 42 €, ainsi que des titres à tarif réduit.
Les titres de transports (supports, abonnements ou tickets) s'achètent hors des véhicules, dans les agences Divia et ses correspondants, en ligne ou sur les quais du tram. Des billets de dépannage sont vendus plus cher à bord des bus.

#### Vente de titre enOpen Payment
En mars 2018 le paiement sans contact via carte bleue est introduit dans les bus et trams, faisant de Dijon la première ville de France à utiliser ce mode de paiement pour ses transports en commun. Le tarif d'un billet à validité horaire reste inchangé (1,40 €) mais au bout du troisième trajet payé la même journée (total de 4,20 €, correspondant au prix du billet valable 24 heures) les prochains voyages dans le même jour sont gratuits et illimités.
En juin 2023, la métropole décide de mettre fin à ce système de tarification avantageant le passager en augmentant de 36% (à 2€) le prix du billet payé par ce mode de paiement dès le mois de juillet suivant et en supprimant le plafonnement au prix d'un billet journalier. L'objectif affiché par la métropole est de détourner l'usager de ce système pour lui faire préférer les offres d'abonnement et cartes de voyage classiques.